# 板信商業銀行
板信商業銀行（英語：Bank of Panhsin），簡稱「板信銀」、「板信商銀」，是一家位於臺灣的小型商業銀行，在全台灣擁有64間分行。其營業總部設於新北市新板特區的板信雙子星大樓。為國內少數由信用合作社改制而成，且仍維持獨立經營的基層金融機構。

## 沿革
1957年4月25日，板橋信用合作社創立於台北縣板橋市成都街，同年7月5日於國際合作節當天正式對外營運。1971年1月8日，合併永和鎮信用合作社；1997年9月29日，概括承受高雄市第五信用合作社。同年9月30日，正式改制為「板信商業銀行股份有限公司」，由信用合作社轉型為商業銀行。
2005年3月7日，概括承受嘉義市第一信用合作社，拓展中南部的據點。2013年10月30日，宣布以新台幣39.8億元併購臺北市第九信用合作社，並概括承受其營業與資產負債。2014年7月21日完成合併後，板信商銀取得其18所分行，使位於臺北市的據點增至24所。
2017年9月，新北地檢署依違反《銀行法》、《證券交易法》等罪名，起訴董事長劉炳輝及其夫人，指控其於2009年涉嫌利用人頭戶購買板信商銀旗下子公司的土地，並向板信商銀申請無擔保貸款，涉嫌隱匿關係人交易。對此，板信商銀表示案件對整體營運並未造成負面影響。